# عثمان الإدريسي الرحالي
عثمان الإدريسي الرحالي (7 أكتوبر 2006) هو لاعب كرة قدم ألماني مغربي يلعب كلاعب خط وسط دارمشتات 98.

## سيرة شخصية

### مهنة النادي
ولد في فرانكفورت، وانضم إلى نادي الهواة إس جي روت فايس فرانكفورت قبل التوقيع على مركز تدريب دارمشتات 98.

### مهنة المنتخب
عثمان الإدريسي هو لاعب المغرب دولي في فرق الشباب، أستدعي لأول مرة من قبل سعيد شيبا للعب مع منتخب المغرب تحت 17 عامًا للمشاركة في كأس الأمم الإفريقية تحت 17 عامًا والتي أقيمت في ربيع 2023 بالجزائر، في سياق التوترات القوية والشكوك المرتبطة بالعلاقات المعقدة بين الجارتين المغاربيتين.
شارك أساسيًا طوال المسابقة، وسمح لفريقه بالتأهل إلى كأس العالم للناشئين، وسجل هدفين في الفوز 3-0 على الجزائر في ربع النهائي. ثم فاز على مالي ليبلغ نهائي البطولة. لعب المباراة النهائية ضد السنغال، وخسر المغرب بنتيجة 2-1 في الجزائر العاصمة.

## الانجازات
- المغرب -17
  - كأس الأمم الإفريقية تحت 17 سنة
    -  الوصيف 2023

## روابط خارجية
- عثمان الإدريسي الرحالي على موقع Soccerway.com (الإنجليزية)